# 比伦·南达
比伦·南达（1955年1月21日—），印度前外交官，曾任印度驻澳大利亚高级专员、驻印度尼西亚、东帝汶和东盟大使、驻上海总领事等职务。

## 经历
比伦·南达于1971年至1974年就读于新德里圣斯蒂芬学院，他还拥有德里经济学院的硕士学位（1974-1976年）。
1978年，南达加入外事服务部。1996年至2000年，担任印度驻上海总领事；2000年至2004年，担任印度驻东京使团副团长；2008年至2012年，担任驻印度尼西亚、东帝汶和东盟大使；2012年至2015年，担任印度驻澳大利亚高级专员。南达还曾在印度驻北京、华盛顿特区和新加坡的使馆工作。他在中国共担任过三次外交职务，总共在华工作十年。他的外交生涯几乎都在东亚地区服务，唯一的例外是在华盛顿特区的任职。
2015年1月，南达从印度外事服务部退休。此后，他参加了涉及日本、澳大利亚和中国主要智库的多次二轨对话。
2022年2月1日，南达大使加入德里政策集团，担任高级研究员。